# Paczków (gromada)
Paczków (pocz. Paczków Wieś) – dawna gromada, czyli najmniejsza jednostka podziału terytorialnego Polskiej Rzeczypospolitej Ludowej w latach 1954–1972.
Gromady, z gromadzkimi radami narodowymi (GRN) jako organami władzy najniższego stopnia na wsi, funkcjonowały od reformy reorganizującej administrację wiejską przeprowadzonej jesienią 1954 do momentu ich zniesienia z dniem 1 stycznia 1973, tym samym wypierając organizację gminną w latach 1954–1972.
Gromadę Paczków Wieś z siedzibą GRN w mieście Paczkowie (nie wchodzącym w skład gromady) utworzono 31 grudnia 1959 w powiecie nyskim w woj. opolskim z obszarów zniesionych gromad Kamienica i Unikowice w tymże powiecie. Dla gromady ustalono 27 członków gromadzkiej rady narodowej.
Gromada przetrwała do końca 1972 roku, czyli do kolejnej reformy gminnej.  1 stycznia 1973 w powiecie nyskim utworzono gminę Paczków.